# 유풍 (남양왕)
남양왕 유풍(南陽王 劉馮, ? ~ 200년)은 후한의 황족으로, 헌제의 장남이다.

## 생애
건안 5년(200년), 남양왕에 봉해졌으나 한 달을 채 넘기지 못하고 죽었다.

## 출전
- 범엽, 《후한서》 권9 효헌제기

| 전임 (첫 봉건) | 후한의 남양왕 200년 7월 | 후임 (봉국 폐지) |